# Picher
Picher este o comună din landul Mecklenburg-Pomerania Inferioară, Germania.